# Sanath Jayasuriya
Sanath Teran Jayasuriya (30 de junio de 1969) es un exjugador de críquet de Sri lanka y excapitán de la selección nacional de Sri Lanka. Es conocido por sus potentes actuaciones en todos los aspectos, impactantes y ganadoras de partidos en el cricket One Day International. Fue nombrado el Jugador Más Valioso de la Copa Mundial de Críquet de 1996 y Wisden Cricketers 'Almanack rompió una antigua tradición al nombrarlo uno de los Cinco Cricketers del Año 1997 a pesar de no jugar la temporada anterior en Inglaterra. Jayasuriya también fue el capitán del equipo de cricket de Sri Lanka desde 1999 hasta 2003.

## Carrera internacional
Jayasuriya es el único jugador en anotar más de 10 000 carreras y capturar más de 300 terrenos en el cricket de One Day International. También ganó 48 premios al Hombre del Partido y 11 al Jugador de la Serie y, por lo tanto, es considerado como uno de los mejores todoterreno en la historia del cricket de overs limitados (ODI).
Jayasuriya hizo su debut en One Day International contra Australia en Melbourne en el Boxing Day de 1989 y su debut en Test Cricket contra Nueva Zelanda en Hamilton en febrero de 1991.